# テンピー
テンピーは、島根県立三瓶自然館サヒメルのマスコットキャラクター。

## 概要
テンピーは、三瓶山に住む動物の“テン”がモデル。特技は木登り、好きな食べ物はイチゴというキャラクターである。
島根県立三瓶自然館では1991年の開館以来、イタチ科の「テン」をマスコットキャラクターとしていた。2002年のリニューアルの際、キャラクターのイラストと名前を公募し、2002年2月14日に「テンピー」の名称が決定された。